# Helvíkovice
Helvíkovice (deutsch Helkowitz) ist eine Gemeinde in Tschechien. Sie liegt zwei Kilometer nordwestlich von Žamberk und gehört zum Okres Ústí nad Orlicí.

## Geographie
Das Dorf erstreckt sich beiderseits des Flusses im Tal der Wilden Adler. Westlich davon befindet sich der Teich Helvíkovický rybník.
Nachbarorte sind Kameničná und Amerika im Norden, Houkov und Kunvald im Nordosten, Polsko im Osten, Žamberk im Südosten, Dlouhoňovice im Süden, Česká Rybná im Südwesten, Bohousová und Záchlumí im Westen sowie Dolní Dvůr und Rybná nad Zdobnicí im Nordwesten.

## Geschichte
Das Dorf wurde zwischen dem 13. und 14. Jahrhundert bei der Kolonisation der Gegend an einer alten Handelsstraße zwischen Böhmen und der Grafschaft Glatz gegründet und nach seinem Lokator benannt.
Erstmals urkundlich erwähnt wurde villa Helwicowicz 1365 im Zuge des Verkaufs der Herrschaft Litice durch Johann von Lichtenburg an Heinrich von Leipa.
Als Teil der Herrschaft Litice gehörte Helvíkovice ab 1371 den Herren von Kunstadt, von denen es an deren Nachkommen von Podiebrad fiel. Über den böhmischen König Georg von Podiebrad gelangte es an dessen Sohn Herzog Heinrich d. Ä. von Münsterberg. 1495 erwarb Wilhelm II. von Pernstein Helvíkovice. Dessen Enkel Jaroslav verkaufte es 1556 an den Pfandherren der Grafschaft Glatz, Ernst Herzog von Bayern. Nach dessen Tod erwarb das Dorf 1561 Václav Okrouhlický von Kněnice, der kurz darauf verstarb. 1563 erwarb Nikolaus von Bubna den Besitz, bei dessen Nachkommen es bis 1809 verblieb.
1534 gründete der Ritter Severin Helvíkovec von Helvíkovice auf Žamberk am linken Ufer des Flusses den herrschaftlichen Hof Popluží, auf dessen Gelände er eine Feste errichten ließ, die im Dreißigjährigen Krieg wüst fiel.
1676 ließ Franz Adam von Bubna nordöstlich von Helvíkovice den Hof Haňkov anlegen, der 1776 parzelliert wurde. Aus ihm entstand das heutige Dorf Haukov. Später entstand in dem morastigen Gelände westlich des Dorfes noch der Hof Helvíkovický, heute Dolní Dvůr, dem die Bewohner von Záchlumí, Litice und Kameničná robotpflichtig wurden. Seit dem 17. Jahrhundert wurden in Helvíkovice eine Ziegelei und eine herrschaftliche Mühle betrieben. 1793 nahm die Dorfschule den Unterricht auf.
1809 erwarb Weriand Alfred zu Windisch-Graetz die Herrschaft. Nachdem John Parish, der älteste Sohn des gleichnamigen Hamburger Kaufmanns John Parish 1815 Žamberk mit Litice vom Grafen zu Windisch-Graetz erworben hatte, ließ er östlich des Helvíkovický rybník eine Fasanerie anlegen und dort ein Jagdschlösschen im Empirestil erbauen. Nach der Aufhebung der Patrimonialherrschaften wurde Helvíkovice 1848 eine selbstständigen Gemeinde. Der Großgrundbesitz blieb bis zu dessen Enteignung im Jahre 1948 im Besitz der Familie Parish.
1974 wurde die Schule geschlossen. Am 1. Januar 1975 wurde Helvíkovice nach Žamberk eingemeindet. Seit dem 1. Januar 1991 bildet der Ort wieder eine selbstständige Gemeinde.

## Gemeindegliederung
Die Gemeinde Helvíkovice besteht aus den Ortsteilen Helvíkovice (Helkowitz) und Houkov (Haukhof) sowie den Höfen Dolní Dvůr (Niederdorf) und Popluží.

## Sehenswürdigkeiten
- Friedhofskapelle des hl. Antonius, erbaut 1894
- Barocke Statue des hl. Johannes von Nepomuk aus dem Jahre 1717
- Geburtshaus von Prokop Diviš
- Forsthaus, früheres Jagdschlösschen von John Parish

## Söhne und Töchter der Gemeinde
- Prokop Diviš (1698–1765), tschechischer Kanoniker, Gelehrter und Erfinder